# Noah Okafor
Pour les articles homonymes, voir Okafor.
Noah Okafor, né le 24 mai 2000 à Binningen en Suisse, est un footballeur international suisse qui joue au poste d'ailier gauche à l'AC Milan.

## Biographie

### En club

#### FC Bâle (2018-2020)
Né à Binningen, dans le canton de Bâle-Campagne en Suisse, d'un père nigérian et d'une mère suisse, Noah Okafor est formé dans l'un des plus importants clubs du pays, le FC Bâle qu'il rejoint en 2009. Le 31 janvier 2018, Okafor prolonge son contrat avec son club formateur jusqu'en 2020. Le 19 mai 2018, il joue son premier match en professionnel lors d'un match nul en Super League contre le FC Lucerne (2-2).
Okafor est titularisé dès la deuxième journée de la saison 2018-2019, le 28 juillet 2018, face à Neuchâtel Xamax. Ce jour-là, il inscrit son premier but en professionnel, le seul de son équipe qui réalise le match nul lors de cette partie (1-1). Il participe au bon parcours du FC Bâle en Coupe de Suisse cette année-là, l'équipe se hissant jusqu'en finale et remportant le trophée face au FC Thoune, finale qui a lieu le 19 mai 2019. Okafor est titulaire lors de cette rencontre qui se solde par une victoire de deux buts à un et remporte donc le premier trophée de sa carrière.

#### Red Bull Salzbourg (2020-2023)
Le 31 janvier 2020, lors du dernier jour du mercato hivernal, Noah Okafor s'engage en faveur du Red Bull Salzbourg pour un contrat courant jusqu'en juin 2024.
Il remporte son premier trophée avec Salzbourg, la coupe d'Autriche, en étant titularisé lors de la finale remportée le 29 mai 2020 face au SC Austria Lustenau. Il se distingue ce jour-là en marquant un but (0-5 score final).
Le 1er mai 2021, Noah Okafor remporte à nouveau la coupe d'Autriche, cette fois contre le LASK Linz. Il entre en jeu à la place d'Enock Mwepu et son équipe s'impose par trois buts à zéro,.
Le 20 octobre 2021, Okafor marque ses deux premiers buts en Ligue des champions, face au VfL Wolfsburg. Il est titularisé et participe à la victoire de son équipe avec ses deux buts (3-1 score final).

#### AC Milan (depuis 2023)
Le 22 juillet 2023, Noah Okafor s'engage en faveur de l'AC Milan. Il signe un contrat courant jusqu'en juin 2028 avec le club lombard,.
Okafor marque son premier but pour le club à l'occasion d'une rencontre de Serie A face au Cagliari Calcio le 27 septembre 2023. Titulaire ce jour-là, il participe à la victoire de son équipe par trois buts à un.

##### Prêt SSC Naples (2025)
En février 2025, il est annoncé qu'il quitte l'AC Milan pour rejoindre en prêt le SSC Naples pour le reste de la saison, il reste ainsi en Serie A.

### En équipe nationale

#### Avec les équipes jeunes
Avec les moins de 17 ans, Noah Okafor inscrit trois buts, contre la Belgique, les îles Féroé, et l'Autriche.
Avec les moins de 19 ans, il inscrit un but contre l'équipe d'Andorre en octobre 2018.
Avec les espoirs, il marque deux buts lors des éliminatoires de l'Euro espoirs 2021, contre le Liechtenstein et la Slovaquie.

#### Avec l'équipe A
Noah Okafor honore sa première sélection avec l'équipe nationale suisse lors du match pour la troisième place de la Ligue des nations face à l'Angleterre le 9 juin 2019. Il entre en jeu à la place de Haris Seferović lors de cette partie. Les deux équipes se neutralisent pendant 120 minutes et se départagent aux tirs au but, où l'Angleterre sort finalement vainqueur. Du fait de cette entrée en jeu en match officiel pour la Suisse, Okafor n'a ensuite plus la possibilité de s'aligner avec le Nigeria, choix qu'il possédait encore avant cette rencontre.
Okafor inscrit son premier but en sélection le 15 novembre 2021 contre la Bulgarie. Il est titularisé lors de cette rencontre qui voit les Suisses l'emporter (4-0 score final).
Le 9 novembre 2022, il est sélectionné par Murat Yakın pour participer à la Coupe du monde 2022.
En juin 2024, il figure dans la liste de 26 joueurs appelés par Murat Yakın pour l'Euro 2024.

## Statistiques
| Saison                | Club                  | Championnat           | Championnat | Championnat | Championnat | Coupe(s) nationale(s) | Coupe(s) nationale(s) | Coupe(s) nationale(s) | Compétition(s) continentale(s) | Compétition(s) continentale(s) | Compétition(s) continentale(s) | Compétition(s) continentale(s) | Suisse | Suisse | Suisse | Total | Total | Total |
| Saison                | Club                  | Division              | M.          | B.          | P.d.        | M.                    | B.                    | P.d.                  | Comp.                          | M.                             | B.                             | P.d.                           | M.     | B.     | P.d.   | M.    | B.    | P.d.  |
| 2017-2018             | FC Bâle               | Super League          | 1           | 0           | 0           | -                     | -                     | -                     | C1                             | -                              | -                              | -                              | -      | -      | -      | 1     | 0     | 0     |
| 2018-2019             | FC Bâle               | Super League          | 24          | 3           | 2           | 4                     | 1                     | 1                     | C1+C3                          | 0+1                            | 0+0                            | 0+0                            | 1      | 0      | 0      | 30    | 4     | 3     |
| 2019-2020             | FC Bâle               | Super League          | 14          | 0           | 1           | 3                     | 1                     | 0                     | C1+C3                          | 3+4                            | 0+2                            | 0+1                            | -      | -      | -      | 24    | 3     | 2     |
| Sous-total            | Sous-total            | Sous-total            | 39          | 3           | 3           | 7                     | 2                     | 1                     | -                              | 8                              | 2                              | 1                              | 1      | 0      | 0      | 55    | 7     | 5     |
| 2019-2020             | Red Bull Salzbourg    | Bundesliga            | 11          | 3           | 1           | 3                     | 1                     | 0                     | C1+C3                          | 0+1                            | 0+0                            | 0+0                            | -      | -      | -      | 15    | 4     | 1     |
| 2020-2021             | Red Bull Salzbourg    | Bundesliga            | 18          | 6           | 3           | 4                     | 0                     | 1                     | C1                             | 5                              | 0                              | 0                              | -      | -      | -      | 27    | 6     | 4     |
| 2021-2022             | Red Bull Salzbourg    | Bundesliga            | 21          | 9           | 8           | 5                     | 2                     | 1                     | C1                             | 6                              | 3                              | 0                              | 6      | 2      | 1      | 38    | 16    | 10    |
| 2022-2023             | Red Bull Salzbourg    | Bundesliga            | 21          | 7           | 3           | 3                     | 0                     | 2                     | C1+C3                          | 6+2                            | 3+0                            | 0+0                            | 6      | 0      | 0      | 38    | 10    | 5     |
| Sous-total            | Sous-total            | Sous-total            | 71          | 25          | 16          | 15                    | 3                     | 4                     | -                              | 19                             | 6                              | 0                              | 12     | 2      | 1      | 117   | 36    | 21    |
| 2023-2024             | AC Milan              | Serie A               | 28          | 6           | 2           | -                     | -                     | -                     | C1+C3                          | 3+5                            | 0+0                            | 1+0                            | 8      | 0      | 0      | 44    | 6     | 3     |
| 2024-2025             | AC Milan              | Serie A               | 11          | 1           | 0           | 1                     | 0                     | 1                     | C1                             | 5                              | 0                              | 1                              | 2      | 0      | 0      | 19    | 1     | 2     |
| 2025-2026             | AC Milan              | Serie A               | 0           | 0           | 0           | 1                     | 0                     | 0                     | -                              | -                              | -                              | -                              | 0      | 0      | 0      | 1     | 0     | 0     |
| Sous-total            | Sous-total            | Sous-total            | 39          | 7           | 2           | 2                     | 0                     | 1                     | -                              | 13                             | 0                              | 2                              | 10     | 0      | 0      | 64    | 7     | 5     |
| 2024-2025             | SSC Naples (prêt)     | Serie A               | 4           | 0           | 0           | -                     | -                     | -                     | -                              | -                              | -                              | -                              | -      | -      | -      | 4     | 0     | 0     |
| Total sur la carrière | Total sur la carrière | Total sur la carrière | 153         | 35          | 21          | 16                    | 3                     | 8                     | -                              | 40                             | 8                              | 3                              | 23     | 2      | 1      | 232   | 48    | 33    |

## Palmarès
- FC Bâle
  - Vice-champion de Suisse en 2018 et 2019
  - Vainqueur de la Coupe de Suisse en 2019

- RB Salzbourg
  - Champion d'Autriche en 2020, 2021, 2022 et 2023
  - Vainqueur de la Coupe d'Autriche en 2020, 2021 et 2022

- SSC Naples
  - Champion d'Italie en 2025

## Vie privée
Il est le frère des footballeurs Elijah et Isaiah Okafor.